# The Book of Love (The-Magnetic-Fields-Lied)
The Book of Love ist ein Lied, das von Stephin Merritt geschrieben und von der US-amerikanischen Indie-Pop und Synth-Pop-Band The Magnetic Fields veröffentlicht wurde.

## Entstehung und Veröffentlichung
The Book of Love erschien am 7. September 1999 auf dem aus drei Volumes bestehenden Konzeptalbum 69 Love Songs von The Magnetic Fields, das 69 Titel enthält, die als Liebeslieder bezeichnet werden. Jedes der drei Volumes enthält 23 Songs, wobei The Book of Love in Volume 1 als Titel Nummer 12 erschien.

## Coverversionen
Die Datenbank mit Coverversionen SecondHandSongs listete 2024 etwa 50 verschiedene Versionen auf, auf cover.info waren 12 Versionen gelistet.

### Version von Peter Gabriel
Als The Magnetic Fields im Januar 2001 im Lyric Hammersmith Theatre in London auftraten, um ihr Album 69 Love Songs in voller Länge zu spielen, kam der britische Singer-Songwriters und Rockmusiker Peter Gabriel für eine Zugabe von The Book of Love hinzu. Später nahm er seine eigene Coverversion des Songs für den Soundtrack der romantischen Komödie Shall We Dance? von Peter Chelsom aus dem Jahr 2004 auf. Seitdem ist Gabriels Coverversion in Film und Fernsehen zu hören, z. B. in der Folge My Finale der US-amerikanischen Dramedy-Sitcom Scrubs und der Folge Tweek x Craig der US-amerikanischen Animationsserie South Park von Trey Parker und Matt Stone.
Peter Gabriel coverte auf dem am 12. Februar 2010 erschienenen orchestralen Cover-Studioalbum mit dem Namen Scratch My Back das Lied The Book of Love von The Magnetic Fields in einer orchestralen Fassung. Diese coverten daraufhin auf dem im Jahr 2013 erschienenen Kompilations-Album des Folgeprojektes And I’ll Scratch Yours das Lied Not One of Us von Peter Gabriel. Ein Remix von The Book of Love erschien auf der zweiten CD der Special Edition des Albums Scratch My Back.
Ursprünglich hatte Gabriel vor, Scratch My Back und das Folgeprojekt And I’ll Scratch Yours gleichzeitig zu veröffentlichen. Da sich die Fertigstellung von And I’ll Scratch Yours jedoch bis zum 23. September 2013 in die Länge zog, wurde stattdessen beschlossen, im Laufe des Jahres 2010 zu jedem Vollmond eine Reihe von doppelseitigen Singles mit einem Song aus jedem Album auf iTunes zu veröffentlichen. Die erste dieser Singles war Gabriels Cover von The Book of Love mit Stephin Merritts Cover von Gabriels Song Not One of Us auf der anderen Seite.
Die Doppel-Single wurde am 30. Januar 2010 veröffentlicht, am Tag des Vollmonds im Januar 2010. Bei dem Record Store Day am 17. April 2010 wurde The Book of Love / Not One of Us auf 7"-Vinyl in unabhängigen Plattenläden veröffentlicht.

#### Mitwirkende

##### Musiker
- Melanie Gabriel – Begleitgesang
- Peter Gabriel – Hauptgesang
- Hungarian Orchestra – Orchester
- London Scratch Orchestra – Orchester
- Péter Pejtsik – Dirigent

##### Technisches Personal
- Marc Bessant – Grafikdesign, Designkonzept
- Richard Chappell – Mixing in den Air Studios
- Tony Cousins – Mastering
- Bob Ezrin – Produktion
- Olga Fitzroy – Assistentin der Tontechnik in den Air Studios, Pro-Tools-Schnitt
- Peter Gabriel – Produktion, Arrangement, Designkonzept
- Laurence Greed – Assistent für Pro-Tools-Schnitt
- Will Gregory – Arrangement
- Nick Ingman – Arrangement, Orchestrierung
- Attila Kölcsényi – Aufnahme
- Kurina Támas – Aufnahme
- John Metcalfe – Mixing, zusätzliche Tontechnik im Oxford Temple
- Steve Orchard – Tontechnik in den Air Studios
- Jason Rebello – Arrangement

#### Chartplatzierungen
| ChartsChartplatzierungen | Höchstplatzierung | Wochen |
| ------------------------ | ----------------- | ------ |
| Deutschland (GfK)        | 93 (1 Wo.)        | 1      |
| Österreich (Ö3)          | 70 (1 Wo.)        | 1      |

### Version von Cheryl Bentyne
Die US-amerikanische Sängerin Cheryl Bentyne coverte The Book of Love auf ihrem 2006 erschienenen Album The Book of Love, begleitet von dem Gospel-Sänger Mark Kibble.

### Version von Mike Doughty
Der US-amerikanische Sänger und Songwriter Mike Doughty veröffentlichte das Album Golden Delicious am 19. Februar 2008, das Book of Love nur auf iTunes und nur mit Akustikgitarre, Piano und Gesang nah an der Originalversion enthält.

### Version von 2CELLOS feat. Zucchero
Das Lied wurde als Il Libro Dell' Amore ins Italienische übersetzt und von dem kroatischen Musikerduo 2Cellos mit dem italienischen Sänger Zucchero auf dem Album In2ition 2013 veröffentlicht.

### Version von Gavin James
Im Jahr 2015 nahm der irische Singer-Songwriter Gavin James eine Version auf, die in verschiedenen Single-Veröffentlichungen und schließlich auf seinem Album Bitter Pill von 2015 erschien.

### Version von Reinhard Mey
Am 6. November 2015 veröffentlichte der deutsche Liedermacher Reinhard Mey eine Coverversion von The Book of Love auf dem Coveralbum Lieder von Freunden.

### Version des Chaps Choir
Am 30. April 2016 veröffentlichte der Chaps Choir aus London-Islington eine Live-Version von The Book of Love als B-Seite einer doppelseitigen 7"-Vinyl-Single mit der Seite A Anyone Who Knows What Love Is (Will Understand) von Samantha Whates featuring Chaps Choir. Unter der Regie des Musikers Dominic Stichbury wurde die Chaps-Choir-Version in der Union Chapel in Islington aufgenommen und 2016 unabhängig von Good Chap Records veröffentlicht und ist als 7"-Vinyl und in digitaler Form erhältlich.

### The Shadowboxers Version
Die Shadowboxers-Version von war Teil des Soundtracks für den Film The Book of Love von Bill Purple aus dem Jahr 2016. In The Book of Love singt Justin Timberlake ohne Namensnennung. Der Soundtrack des Films mit dem Titel The Book of Love (Original Motion Picture Soundtrack) wurde von Justin Timberlake und Mitchell Owens komponiert und am 13. Januar 2017 veröffentlicht.

### Version von Mishima
Die katalanische Band Mishima nahm eine Version auf Katalanisch mit dem Titel El llibre de l'amor für ihr 2022 erschienenes Album L'aigua clara (=Kristallklares Wasser) auf.

## In der Popkultur
- Das Lied ist auch die Quelle des Titels des Films Book of Love von Alan Brown aus dem Jahr 2004 mit Simon Baker, Frances O’Connor und Gregory Smith, in dem das Lied eine wichtige Rolle spielt.
- Die Version von Peter Gabriel wurde am 8. Februar 2008 auf der Mission STS-122 des Space Shuttles Atlantis für den Wake-Up-Call verwendet.[27]
- 2014 sang die Kandidatin Sequoia LaDeil das Lied in der K.O.-Phase der Staffel 4 von The Voice of Germany, die auf ProSieben und Sat.1 ausgestrahlt wurde.
- Das Lied kommt in dem Horrorfilm Extraterrestrial von Colin Minihan aus dem Jahr 2014 vor.
- Im Juli 2015 sang Zoë es im Finale der Staffel 3 von The Voice Kids, einem Gesangswettbewerb für Kinder zwischen 8 und 14 Jahren.
- Im September 2015 sang der niederländische Kandidat Jasper van Aarst den Song bei den Blind Auditions der sechsten Staffel von The Voice of Holland und wurde Teil des Teams Anouk.
- Der US-amerikanische Schauspieler James Patrick Stuart sang das Lied während des Krankenschwesternballs in der US-amerikanischen Seifenoper General Hospital.
- Die Version von The Magnetic Fields wurde in Folge 7 der zweiten Staffel der Netflix-Serie Friends from College im Jahr 2019 verwendet.
- Der britische Komiker Arthur Smith singt eine Version des Liedes in der Show Syd, die er 2019 über seinen verstorbenen Vater aufführt.
- Das Lied erschien in seiner ursprünglichen Form in Get The Picture (Staffel 3, Episode 5) von Fox' Lethal Weapon.
- Der Titel des Jugendromans Instructions for Dancing (Als wir tanzen lernten) von Nicola Yoon aus dem Jahr 2022 ist dem Lied entnommen.
- In der letzten Folge Mein Finale, Teil 2 der 8. Staffel der US-amerikanischen Dramedy-Sitcom Scrubs – Die Anfänger von Bill Lawrence begleitet das Lied den emotionalen Abschied des Hauptcharakters.